# Morti di paura
Morti di paura (Scared Stiff) è un film comico del 1953 diretto da George Marshall e interpretato da Dean Martin e Jerry Lewis.
È il remake del film La donna e lo spettro, distribuito sempre dalla Paramount Pictures nel 1940, diretto dallo stesso George Marshall e interpretato da Bob Hope, che appare anche nel finale di questo film, non accreditato, nel ruolo di uno scheletro insieme a Bing Crosby.

## Trama
Cantante di nightclub, Larry Todd interrompe la sua storia d'amore con una bella showgirl, quando si rende conto che lei è la fidanzata di un gangster molto geloso. Mentre è in fuga, Larry crede erroneamente di uccidere uno dei mafiosi e viene aiutato a sfuggire alla polizia dall'ereditiera Mary Carol, che aiuta Larry e il suo partner di scena Myron a raggiungere  Cuba.
Mary ha ereditato un castello che si trova su un'isola e, ignorando avvertimenti e minacce inquietanti, decide di prenderne possesso. Giunti a destinazione, i tre danno la caccia ad un tesoro nascosto e si imbattono in un fantasma, uno zombie ed un misterioso assassino.